# Reifenkombinat
Der VEB Reifenkombinat Fürstenwalde war ein 1969 gegründetes Kombinat in der Deutschen Demokratischen Republik.

## Produkte
Unter der Marke Pneumant produzierte das Kombinat als nationaler Monopolist Fahrzeugreifen. Die Marke wurde im Rahmen der Konsumgüterproduktion auch für Haushaltsartikel aus Plaste genutzt. Neben Automobilreifen als Hauptprodukt wurden auch Reifen für Nutzfahrzeuge und Zweiräder hergestellt sowie Reifen runderneuert. Auf Runderneuerung waren insbesondere der Betrieb VEB Berliner Reifenwerk sowie die Betriebe in Oranienburg, Egeln und Plauen spezialisiert. Das Werk in Riesa produzierte hauptsächlich Reifen für PKW und Leicht-LKW, das Werk in Heidenau Zweirad-Reifen, das Werk in Neubrandenburg LKW-Diagonalreifen sowie PKW-Radialreifen und das Werk in Dresden Reifen für LKW, landwirtschaftliche Maschinen und weitere Arten von Spezialreifen. Insgesamt wurden im Jahr 1989 rund sieben Millionen Reifen ausgeliefert.
Im Jahr 1983 belief sich der Exportwert von Kombinatsprodukten auf 230 Millionen D-Mark. Mit einem Umsatzanteil von rund 20 bis 25 % waren die NSW-Exporte im Vergleich zu anderen Kombinaten überdurchschnittlich. Die Ausfuhren nach Osteuropa waren im Vergleich hierzu deutlich niedriger.
Die Fertigungstiefe war, wie typisch bei vielen Kombinaten, sehr hoch. Cord aus Stahl und Textil wurde im Kombinat selbst hergestellt.

## Geschichte
Das Kombinat wurde als Nachfolger der VVB Gummi und Asbest Berlin gegründet. Nach seiner Gründung war das Kombinat zunächst Teil der VVB Plast- und Elastverarbeitung. Ab 1975 unterstand das Kombinat dem Ministerium für Chemische Industrie. Weitere zentral geleitete Kombinate im Zuständigkeitsbereich dieses Ministeriums sind in der Liste von Kombinaten der DDR aufgeführt.
Im Zuge der Wende und der anschließenden Wiedervereinigung wurde das Kombinat 1990 aufgelöst, und seine Betriebe wurden privatisiert. 
Zur Umsetzung der Privatisierung wurde am 15. Juni 1990 die Pneumant Reifenwerke Fürstenwalde AG gegründet, die einen Großteil der Kombinatsbetriebe umfasste. Die Betriebe in Berlin (an Alteigentümer reprivatisiert), Heidenau (1994 durch Gummi-Hansen übernommen) und Plauen (umfirmiert zu Vogtländische Reifenwerke und übernommen von Vergölst (Continental) und 1992 stillgelegt) wurden schon zuvor ausgegliedert. Im September 1991 fasste die Treuhandanstalt den Beschluss zur Liquidation der Aktiengesellschaft. Während der Betrieb in Neubrandenburg bereits 1990 schließen musste, folgte die Abwicklung des Dresdner Betriebs nach diesem Beschluss Ende 1991. Zu den Betrieben, die aus der Aktiengesellschaft heraus privatisiert werden konnten zählen die Werke Oranienburg (an die Viborg-Gruppe) und Egeln (an die Hämmerling-Gruppe). Aus der AG i.L. heraus wurde im Dezember 1992 die Pneumant Reifen- und Gummiwerke GmbH gegründet. Die verbleibende GmbH bestehend aus den Betrieben Fürstenwalde und Riesa wurde 1995 durch die SP Reifenwerke GmbH, eine Tochter von Sumitomo (Dunlop), übernommen und 1997 in Pneumant Reifen GmbH umbenannt. Im Jahr 1999 wurde die SP Reifenwerke GmbH im Rahmen eines Joint-Ventures teilweise auf Goodyear übertragen.
Die Marke Pneumant wurde bis 2012 durch den Goodyear-Konzern genutzt. Vor der Übernahme durch Goodyear war die Marke bis 1999 zunächst im Besitz von Sumitomo. Die Reifenproduktion in Fürstenwalde, dem Standort des ehemaligen Stammbetriebs, soll 2027 beendet werden.
Mit Stand von 2025 wurde nur noch an den Standorten Fürstenwalde, Riesa und Heidenau eine Produktion aufrechterhalten. Der Goodyear-Standort Fürstenwalde soll jedoch bis 2027 geschlossen werden.

## Zugehörige Betriebe
Zum Kombinat gehörten zuletzt die folgenden Betriebe:
- VEB Reifenwerk Fürstenwalde; (Stammbetrieb)
- VEB Berliner Reifenwerk
- VE AHB Pneumant Bereifungen Export/Import
- VEB Reifenwerk Dresden
- VEB Reifenwerk Egeln
- VEB Reifenwerk Heidenau
- VEB Reifenwerk Neubrandenburg
- VEB Reifenwerk Oranienburg
- VEB Reifenwerk Plauen
- VEB Reifenwerk Riesa